# Stefan Ersson
Lars Stefan Ersson, född 11 oktober 1945 i Katarina församling, Stockholm, död 6 februari 2016 i Sofia församling, Stockholm, var en svensk jurist med inriktning på skatterätt.
Stefan Ersson blev efter genomgången domarutbildning kammarrättsassessor i Kammarrätten i Stockholm 1980. Han arbetade i Finansdepartementet som rättssakkunnig 1977–1987 och som departementsråd 1987–1996 och samt ordförande i Skatterättsnämnden 1996–2000. Han var regeringsråd (domare i Regeringsrätten) 2000–2007.